# Опускне кріплення
Кріплення опускне, Кріплення заглибне (рос. крепь опускная (погружная), англ. submersibl support, нім. Senkzimmerung f, Senkausbau m) — гірниче кріплення у формі циліндра з цегляної кладки, армованої сталевими тягами, або чавунними тюбінгами. В нижній частині К.о. має ріжучий черевик. Застосовується при проходженні вертикальних стволів шахт по водоносних пісках і пливунах потужністю до 10 м, що залягають на глибині 20—25 м. Опускається під впливом власної маси, а інколи і тиску гідравлічних домкратів. К.о. занурюється в породний масив, випереджаючи вибій ствола, і завдяки цьому захищає його від проривів пливуна або винесення обводненого піску. К.о. опускається по мірі виймання породи до заглиблення в стійкі породи.